# Sonia Aguiar
Sonia Aguiar (1978) es una botánica, pteridóloga, e investigadora española.
Es profesora en el departamento de Botánica, de la Universidad de Santiago de Compostela.

## Obra
- sonia Aguiar, luis g. Quintanilla, javier Amigo. 2007. Blechnum x rodriguezii hyb. nov., a deer fern hybrid from Southern Chile. American Fern Journal 97 (4)

- La abreviatura «S.Aguiar» se emplea para indicar a Sonia Aguiar como autoridad en la descripción y clasificación científica de los vegetales.[3]